# Анагенез
Анагенез (от др.-греч. ἀνα- — вновь и γένεσις — возникновение, происхождение) — в биологии,
- тип эволюционного процесса, близкий к ароморфозу. Термин предложен американским палеонтологом А. Хайаттом (1866) для обозначения начальной стадии развития крупных систематических групп органического мира (см. Филогенез). Для этой стадии характерны возникновение нового типа организации и расцвет группы. В 1947 году австрийский биолог Б. Ренш термином «Анагенез» обозначил появление новых органов и совершенствование структурных типов в ходе эволюции крупных групп организмов. Он противопоставил анагенез процессу ветвления филогенетического ствола на одном уровне (см. Кладогенез). Анагенез характеризуется усложнением органов, совершенствованием их деятельности и автономизацией развития. В таком понимании анагенез близок к ароморфозу.

- процесс регенерации тканей (термин употребляется редко).